# Powell River-Sunshine Coast (circonscription britanno-colombienne)
Pour les articles homonymes, voir Powell River et Sunshine Coast (homonymie).
Circonscription électorale provinciale du Canada
Powell River-Sunshine Coast est une circonscription provinciale de la Colombie-Britannique représentée à l'Assemblée législative de la Colombie-Britannique depuis 1991.

## Géographie
En 2020, la circonscription représente une partie des districts régionaux de qathet (Powell River) et de Sunshine Coast. La circonscription est représentée par les villes de Powell River, Sechelt et Gibsons, ainsi que par les communautés de Port Mellon, Halfmoon Bay, Madeira Park, Gilles Bay, Lang Bay, Saltery Bay (en), McCalls
Landing, Lund (en), Refuge Cove (en), Stuart Island, Thurlow et Port Neville (en).

## Liste des députés
| Législature                                                    | Années                                                         | Député                                                         | Député                                                         | Parti                                                          |
| Powell River-Sunshine Coast Circonscription issue de Mackenzie | Powell River-Sunshine Coast Circonscription issue de Mackenzie | Powell River-Sunshine Coast Circonscription issue de Mackenzie | Powell River-Sunshine Coast Circonscription issue de Mackenzie | Powell River-Sunshine Coast Circonscription issue de Mackenzie |
| -------------------------------------------------------------- | -------------------------------------------------------------- | -------------------------------------------------------------- | -------------------------------------------------------------- | -------------------------------------------------------------- |
| 35e                                                            | 1991–1993                                                      |                                                                | Gordon Wilson (en)                                             | Créditiste                                                     |
| 35e                                                            | 1993-1996                                                      |                                                                | Gordon Wilson (en)                                             | Progressiste-démocratique                                      |
| 36e                                                            | 1996–1999                                                      |                                                                | Gordon Wilson (en)                                             | Progressiste-démocratique                                      |
| 36e                                                            | 1999-2001                                                      |                                                                | Gordon Wilson (en)                                             | Néo-démocrate                                                  |
| 37e                                                            | 2001–2005                                                      |                                                                | Harold Long                                                    | Libéral                                                        |
| 38e                                                            | 2005–2009                                                      |                                                                | Nicholas Simons (en)                                           | Néo-démocrate                                                  |
| 39e                                                            | 2009–2013                                                      |                                                                | Nicholas Simons (en)                                           | Néo-démocrate                                                  |
| 40e                                                            | 2013–2017                                                      |                                                                | Nicholas Simons (en)                                           | Néo-démocrate                                                  |
| 41e                                                            | 2017–2020                                                      |                                                                | Nicholas Simons (en)                                           | Néo-démocrate                                                  |
| 42e                                                            | 2020–2024                                                      |                                                                | Nicholas Simons (en)                                           | Néo-démocrate                                                  |
| 43e                                                            | 2024–en cours                                                  |                                                                | Randene Neill (en)                                             | Néo-démocrate                                                  |